# Ocyptamus macer
Ocyptamus macer är en tvåvingeart som först beskrevs av Charles Howard Curran 1930.  Ocyptamus macer ingår i släktet Ocyptamus och familjen blomflugor.
Artens utbredningsområde är Paraguay. Inga underarter finns listade i Catalogue of Life.